# Francisco Brines Bañó
Francisco Brines Bañó   (Oliva, 22 de gener de 1932 - Gandia, 20 de maig de 2021) fou un poeta valencià en castellà.

## Biografia
Brines estudià Dret en les universitats de Deusto, València i Salamanca, i va cursar estudis de Filosofia i Lletres a Madrid. És considerat un dels poetes actuals de més profund accent elegíac.
Pertany a la segona generació de la postguerra, i al costat de Claudio Rodríguez i José Ángel Valente, entre d'altres, va pertànyer al grup conegut com a Generació del 50, si bé, a diferència de la majoria dels poetes del 50 o de meitat de segle, mai va conrear la poesia social (de la qual hi ha rastres, no obstant això, en el seu llibre El santo inocente, després anomenat Materia narrativa inexacta).
Va ser professor d'espanyol en la Universitat d'Oxford, i el 1988 va revisar i va adaptar el text d'El alcalde de Zalamea, versió que va ser estrenada al novembre del mateix any per la Companyia de Teatre Clàssic, i dirigida per José Luis Alonso. L'any 2001 va ser nomenat membre de la Reial Acadèmia Espanyola, per a ocupar la butaca X, vacant després de la defunció del dramaturg Antonio Buero Vallejo. En va prendre possessió el 21 de maig de 2006.
La seva obra poètica, en la qual es percep una evident influència de Luis Cernuda, es caracteritza per un to intimista i per la constant reflexió sobre el pas del temps. En la seva escriptura, la infància apareix com un temps mític, que desconeix la mort, lligat a l'espai d'Elca, la casa de la infantesa a la seua Oliva natal. L'adult ha estat expulsat definitivament del paradís de la infància i només en alguns moments (a través de l'erotisme, de la contemplació de la naturalesa…) l'ésser humà recupera la plenitud vital experimentada en la infantesa i en la joventut. Per tot això, la memòria ocupa un paper fonamental en la seva escriptura, si bé en els seus poemes es deixa entreveure la convicció que ni la poesia ni el record permeten detenir el pas del temps i salvar els moments de plenitud del passat. En El otoño de las rosas, el seu llibre més valorat per la crítica, es fonen el lament elegíac i l'exaltació vital.
La seva escriptura, que tendeix a un equilibri clàssic i a un to malenconiós, que intenta dominar l'angoixa davant la mort mitjançant una assumpció serena de l'inevitable, es nodreix no només de la influència del seu admirat Luis Cernuda sinó també, i especialment, en el seu primer llibre, Las brasas, de la poesia de Juan Ramón Jiménez i de l'Antonio Machado més intimista. En el seu llibre Aún no, s'acosta a la poesia satírica, una línia que el poeta amb prou feines ha conreat posteriorment.

## Premis
- 2020 - Premi Cervantes
- 2019 - Alta Distinció de la Generalitat Valenciana.
- 2010 - Premi Reina Sofia de Poesia Iberoamericana.
- 2007 - IV Premi de Poesia Ciutat de Granada-Federico García Lorca.
- 2004 - Premi a la Creativitat 'Ricardo Marín'
- 1999 - Premi Nacional de poesia de les Lletres Espanyoles
- 1998 - Premi Fastenrath
- 1987 - Premi Nacional de poesia de les Lletres Espanyoles
- 1987 - Premi de les Lletres Valencianes
- 1967 - Premi de la Crítica de poesia
- 1960 - Premi Adonais

## Obra poètica més important
- 1959 - Las brasas (Premi Adonais)
- 1965 - El santo inocente
- 1966 - Palabras a la oscuridad (Premi de la Crítica)
- 1971 - Aún no
- 1974 - Ensayo de una despedida
- 1977 - Insistencias en Luzbel
- 1984 - Poesía. 1960-1981
- 1985 - Poemas excluidos
- 1986 - El otoño de las rosas (Premi Nacional de Literatura)
- 1986 - La rosa de las noches
- 1986 - Poemas a D.K.
- 1995 - La última costa
- 1997 - Breve antología personal
- 1997 - Selección de poemas
- 1997 - Poesía completa (1960-1997)
- 1998 - Antología poética
- 2003 - La Iluminada Rosa Negra
- 2004 - Amada vida mía
- 2021 - Donde muere la muerte